# Negen Straatjes
Les Negen Straatjes (littéralement « Neuf petites rues » en néerlandais) désignent un petit quartier de la ville d'Amsterdam, composé de trois ensembles parallèles de trois ruelles séparées par le Prinsengracht, le Keizersgracht, le Herengracht et le Singel. Composées essentiellement de petites boutiques artisanales ou de vêtements ainsi que de restaurants, les neuf rues ont commencé leur promotion sous l'appellation au cours des années 1990. Elles constituent aujourd'hui une sous-division du quartier du Grachtengordel. La plupart des bâtiments qui y sont construits ont été bâtis au cours de la première moitié du XVIe siècle.